# Guerre des faucheurs
 (septembre 2024).
Si vous disposez d'ouvrages ou d'articles de référence ou si vous connaissez des sites web de qualité traitant du thème abordé ici, merci de compléter l'article en donnant les références utiles à sa vérifiabilité et en les liant à la section « Notes et références ».
Batailles
La guerre des faucheurs (en catalan Guerra dels Segadors ; Guerra de los Segadores en castillan) est un conflit qui affecte une grande partie de la principauté de Catalogne entre les années 1640 et 1659, dans le cadre plus large de la guerre de Trente Ans et de la Guerre franco-espagnole. Elle prend fin à la signature du traité des Pyrénées entre l'Espagne et la France, qui accorde à cette dernière le Roussillon et la moitié du comté de Cerdagne, jusqu'alors parties intégrantes de la Catalogne.
La guerre commença en raison du malaise causé dans la société catalane par la présence de troupes castillanes pendant la guerre de Trente Ans (1618 - 1648). Les événements de 1640 connus sous le nom de Corpus de Sang, déclenchés par la mort d'un faucheur et qui conduisent à la mort du comte de Santa Coloma, vice-roi de Catalogne, marquent le début de ce conflit.

## Antécédents

### Crise économique et budgétaire en Castille
La capacité de la Castille à défendre les intérêts espagnols en Europe et dans le reste du monde atteint son minimum avec Philippe III et Philippe IV. La Castille connaît une longue période de récession depuis la fin du règne de Philippe II ; celle-ci s'aggrave pour ses successeurs avec le coût de la guerre de Trente Ans.
D'autre part, le commerce avec l'Amérique connaît également une crise, avec un grand ralentissement en 1631 et 1641. La baisse des revenus de la Couronne issus de ses piliers traditionnels — la Castille et l'Amérique — la conduisent à chercher des ressources dans les autres parties du royaume.

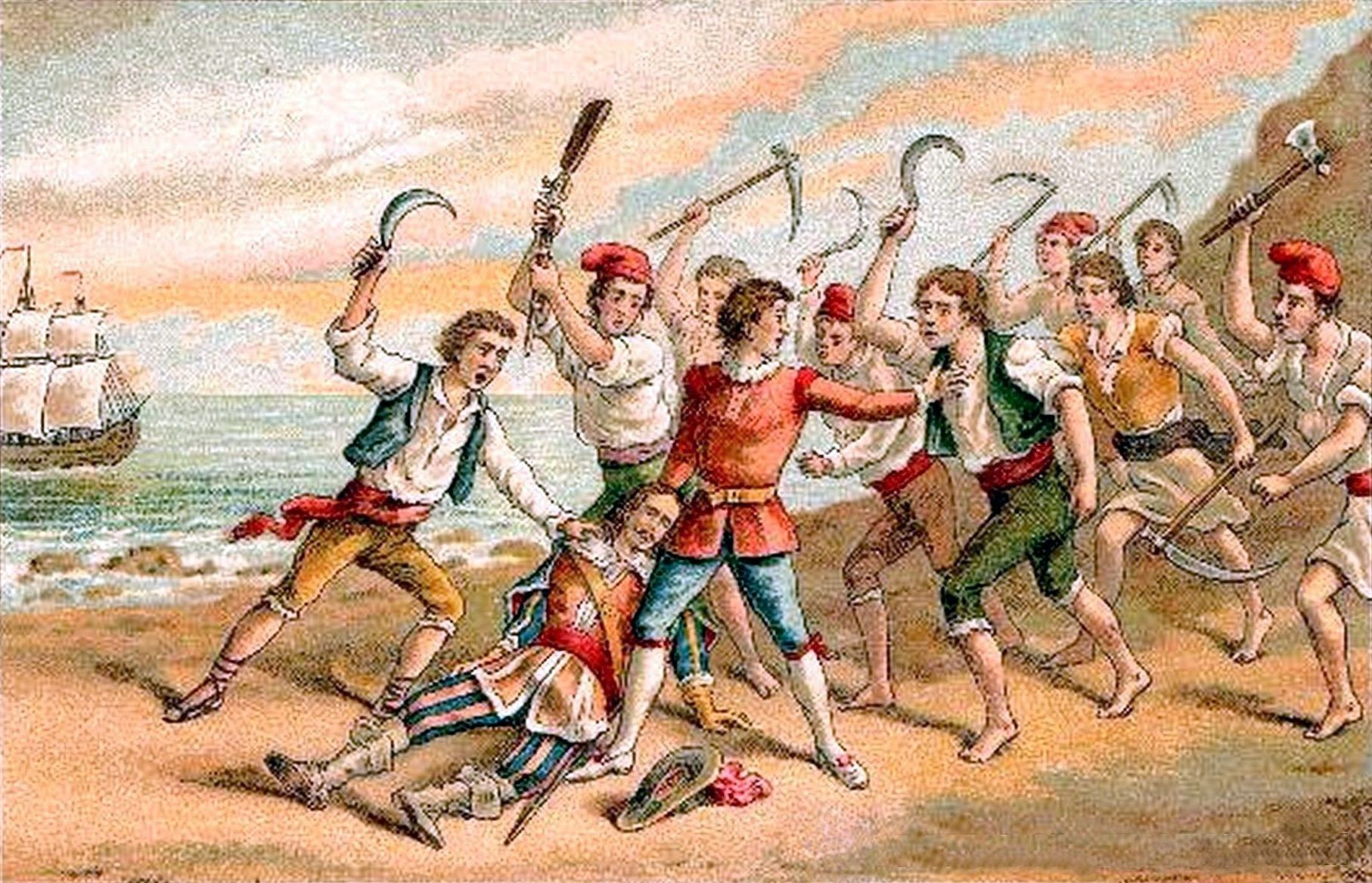
Corpus de Sang, H.Miralles (1910).

Dès avant 1620, le Conseil des Finances, les Cortes castillanes et les économistes castillans réclament une répartition plus équitable de la charge de l'empire, considérant excessive la contribution de la Castille à la défense : ils demandent que les autres royaumes et provinces (couronne d'Aragon, Portugal, Navarre, Guipuscoa et Biscaye principalement) subviennent à leurs propres frais de défense. En effet, si les possessions italiennes et les Pays-Bas espagnols contribuent plus ou moins à leur défense, l'Aragon et Valence ne contribuent qu'occasionnellement et le royaume de Portugal et la principauté de Catalogne refusent de contribuer, considérant que ce qui se passait hors de leurs frontières ne relève pas de leur compétence.

### L'Union des Armes
L'arrivée au pouvoir de Gaspar de Guzmán, comte d'Olivares sous le règne de Philippe IV en 1621 se traduit par un programme de gouvernement fondé sur l'uniformité fiscale, supposant l'abandon des privilèges constitutionnels des différentes entités de l'empire. En contrepartie, il propose un partage des fruits de l'empire jusqu'alors réservés principalement à la Castille.
De nature impatiente, Olivares veut concrétiser rapidement ce programme et fait proclamer l'Union des Armes, qui se traduit par la création d'une armée de 140 000 réservistes recrutés et entretenus par les différentes provinces, royaumes et vice-royaumes en accord avec leurs besoins et possibilités. Ce décret des Cortes castillanes ne peut néanmoins obliger l'Aragon, Valence ou la Catalogne à lever l'impôt.

### La guerre de Trente Ans et la Catalogne
À cette situation tendue entre la Couronne et la Principauté, s'ajoute la situation stratégique de la Catalogne dans la guerre de Trente Ans avec le retour de la France dans le conflit en 1639 à la surprise de l’Espagne, qui doit faire face à un besoin croissant de troupes et d’argent, ce à quoi le gouvernement catalan continuait à s’opposer.
Une série d’événements conduit à des tensions supplémentaires entre la Couronne et la Catalogne :
- En 1638, des troupes françaises assiègent Fontarrabie (Guipuscoa), nécessitant une réponse rapide de la Castille, des provinces basques, de l'Aragon et de Valence, mais la Députation catalane maintient la Catalogne en marge, alléguant son droit à ne pas intervenir hors de ses frontières.
- En 1639, Olivares choisit délibérément la Catalogne comme front pour attaquer la France et faire en sorte que la Catalogne se décide à contribuer aux efforts militaires. Cet effort militaire est voué à l’échec faute d’appui de Madrid et de Barcelone.
- Une armée de quelque 9 000 soldats passe l’hiver sur le front catalan commandé par Juan de Garay Otañez. Le logement des troupes prévu par les lois catalanes se révèle insuffisant et les troupes commettent un certain nombre d'excès à l’égard de la population, ce que le vice-roi de Catalogne, le comte de Santa Coloma, se montre incapable de prévenir.
- La patience d’Olivares avait atteint ses limites comme le montre un écrit au comte de Santa Coloma. Il impose des mesures plus dures concernant la présence, la paie et le recrutement de troupes en Catalogne.

La patience des paysans qui accueillent les troupes atteint également ses limites et les tensions finissent par se transformer en une révolte en mai 1640.

## LeCorpus de Sang
Au début de mai 1640, les paysans de Gérone attaquent les troupes qu'ils hébergent. À la fin du mois, les paysans, auxquels se joignent les faucheurs en juin, atteignent Barcelone et se rendent maîtres de la cité. Ils assassinent des fonctionnaires et des juges royaux. Le vice-roi, comte de Santa Colona, est assassiné alors qu'il essaie de fuir par la mer. Ces événements se déroulent pendant la fête de Corpus Christi. La situation prend Olivares par surprise : la majorité de ses armées sont mobilisées sur d'autres fronts et ne sont pas en mesure d'intervenir en Catalogne.

## De 1640 à 1652

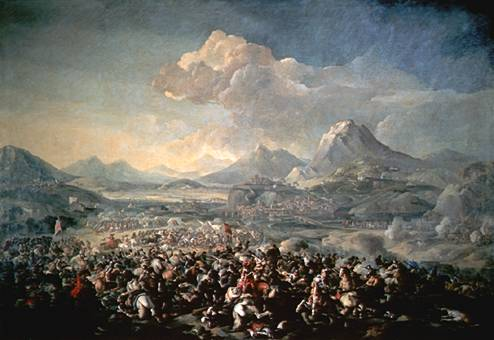
26 janvier 1641 : Victoire franco-catalane à la bataille de Montjuïc.

Pau Claris, à la tête de la Generalitat de Catalogne, proclame la République catalane. Mais l'oligarchie catalane perd vite la maîtrise du mouvement. Le soulèvement se transforme en une révolte des paysans appauvris contre la noblesse et les riches des villes qui sont à leur tour l'objet d'agressions. L'oligarchie catalane se trouve au milieu d'une authentique révolution sociale, prise entre l'autorité du roi et le radicalisme de ses sujets les plus pauvres.
Conscients de leur incapacité à réduire la révolte et de leurs difficultés pour diriger un État indépendant, les gouvernants catalans s'allient avec l'ennemi de Philippe IV, le roi de France Louis XIII. Richelieu saute sur cette occasion d'affaiblir la couronne espagnole. Olivares prépare péniblement une armée pour récupérer la Catalogne cette même année 1640 et en septembre, la Députation catalane demande à la France une aide pour s'armer.
En octobre 1640, elle permet aux navires français d'utiliser les ports catalans et la Catalogne accepte de payer une première armée française de 3 000 hommes. En novembre, une armée espagnole de quelque 20 000 soldats récupère Tortosa pour Philippe IV, sur son chemin vers Barcelone ; cette armée se laisse aller à des abus sur les prisonniers, renforçant les Catalans dans leur détermination à résister. En janvier 1641, la Catalogne se soumet volontairement au gouvernement du roi de France et la Generalitat proclame Louis XIII comte de Barcelone et souverain de Catalogne, sous le nom de Louis Ier de Barcelone. Cette même année, le 26 janvier, une armée franco-catalane défend Barcelone avec succès contre l'armée de Philippe IV, qui se retire pour ne revenir que dix ans plus tard (Bataille de Montjuïc). Pau Claris meurt peu après cette victoire.

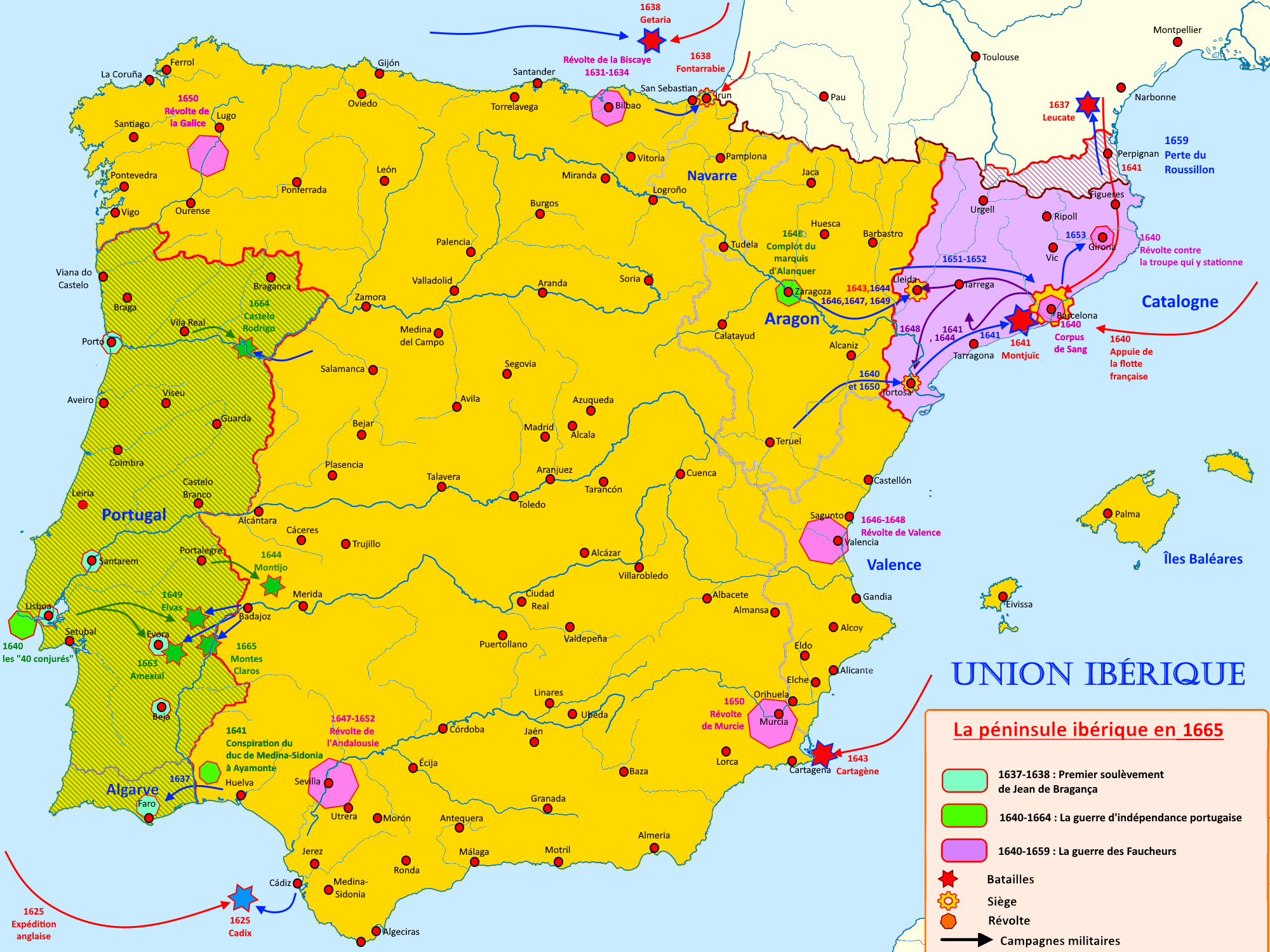
La guerre des Faucheurs

La Catalogne se trouve rapidement transformée en champ de bataille de la guerre entre la France et l'Espagne ; ironiquement, elle se trouve dans la situation qu'elle a essayé d'éviter pendant si longtemps : contribuer à l'entretien d'une armée et céder partiellement son administration à un pouvoir étranger, dans ce cas le pouvoir français. La politique française vis-à-vis de la Catalogne est dominée par la tactique militaire pour attaquer Valence et l'Aragon.
Louis XIII nomme un vice-roi français et truffe l'administration catalane de personnes pro-françaises. Le coût de l'armée française pour la Catalogne se révèle de plus en plus lourd et ressemble de plus en plus à une armée d'occupation. Les commerçants locaux subissent la concurrence de marchands français favorisés par le gouvernement français qui convertit la Catalogne en un nouveau marché pour la France. Cette situation commerciale et militaire et l'inflation qui en découle provoquent un mécontentement de la population qui prend conscience que sa situation a plutôt empiré avec Louis XIII.
En 1643, l'armée française de Louis XIII conquiert le Roussillon, Monzón et Lérida. Un an plus tard, Philippe IV récupère ces dernières villes et le roi y jure obéissance aux lois catalanes. En 1648, avec le traité de Westphalie et le retrait de la guerre des Pays-Bas, ses alliés, la France commence à perdre son intérêt pour la Catalogne. Connaissant le mécontentement de la population contre l'administration française, Philippe IV décide d'attaquer et, en 1651, une armée dirigée par Juan José d'Autriche assiège Barcelone. L'armée française de Barcelone se rend en 1652 ; Philippe IV est reconnu comme souverain et Juan José d'Autriche comme vice-roi en Catalogne, même si la France conserve le contrôle du Roussillon. Philippe IV, pour sa part, signe le respect des lois catalanes. En 1659 est signé le traité des Pyrénées.
Cet épisode se révèle aussi préjudiciable pour l'Espagne que pour la Catalogne, alors que la France saisit l'occasion d'exploiter une situation qui lui est bénéfique pour un coût négligeable.

## Chronologie
- 1618 : début de la guerre de Trente Ans.
- 1626 : dissolution des Corts de Barcelone. Opposition à l'Union des Armes.
- 1635 : début des hostilités entre la France et la Castille.
- 1637 : échec espagnol à Leucate.
- 1639 : les Français occupent Salses et Opoul.
- 1640 :
  - reconquête castillano-catalane de Salses ;
  - révolution populaire contre les soldats logés, Corpus de Sang (7 juin) ;
  - révolution politique et début de la Guerra dels Segadors ;
  - soulèvement et indépendance du Royaume de Portugal ;
  - bataille de Cambrils.
- 1641 :
  - proclamation de la République catalane (16 janvier) ;
  - Pacte de Péronne. Louis XIII est proclamé comte de Barcelone ;
  - Bataille de Montjuïc. Retrait espagnol sur Tarragone ;
  - Échec du siège de Tarragone. Batailles de Constantí, El Catllar, Navale de Tarragone et 2e navale de Tarragone.
- 1642 :
  - Occupation française de Collioure, Perpignan et Salses. Attaques infructueuses espagnoles à Lérida et françaises à Tortosa.
  - Bataille de Montmeló
- 1643 : Louis XIV est proclamé comte de Barcelone.
- 1644 : siège de Lérida et occupation castillane de Lérida.
- 1644 : attaque de Tarragone et échec de l'attaque française.
- 1645 : siège de Roses et occupation française.
- 1646 : siège de Lérida et victoire espagnole de Santa Cecilia qui met un terme au siège.
- 1647 : siège de Lérida et échec français. Prise d'Àger par Condé.
- 1648 : siège de Tortose et occupation française.
- 1649 : campagne espagnole : Lérida, Vimbodí, Poblet, Cabra del Camp, Montblanc, Valls, Constantí, Tarragone, Torredembarra, Vilanova i la Geltrú, Sitges, bataille de Vilafranca, bataille de Montblanc.
- 1648-1653 : Guerre de la Fronde. Retrait d'une bonne part des troupes françaises pour lutter dans la guerre civile française.
- 1650 : reconquête espagnole de Tortosa et Flix.
- 1651 : les troupes espagnoles commencent le siège de Barcelone.
- 1652 : les troupes espagnoles occupent Barcelone.
- 1653 : les troupes françaises repassent les Pyrénées par le col du Perthus. Siège de Gérone, Combat de Bordils.
- 1659 : Traité des Pyrénées.
- 1660 : Louis XIV abolit les constitutions catalanes du Roussillon et de la Cerdagne.
- 1667 : début de la révolte des Angelets de la terra.
- 1687 : début de la révolte des Gorretes.
- 1697 : les Français occupent Barcelone et une partie de la Principauté. Louis Joseph de Vendôme prête serment aux constitutions catalanes au nom de Louis XIV.
- 1697 : traité de Ryswick. La France signe la réintégration de la Principauté dans les possessions des Habsbourg.

## Hymne de la Catalogne
L'hymne national de la Catalogne, Els Segadors (Les faucheurs), est inspiré par la révolte des faucheurs de 1640.